# Polonița, Harghita
Polonița (în maghiară Székelylengyelfalva) este un sat în comuna Feliceni din județul Harghita, Transilvania, România.

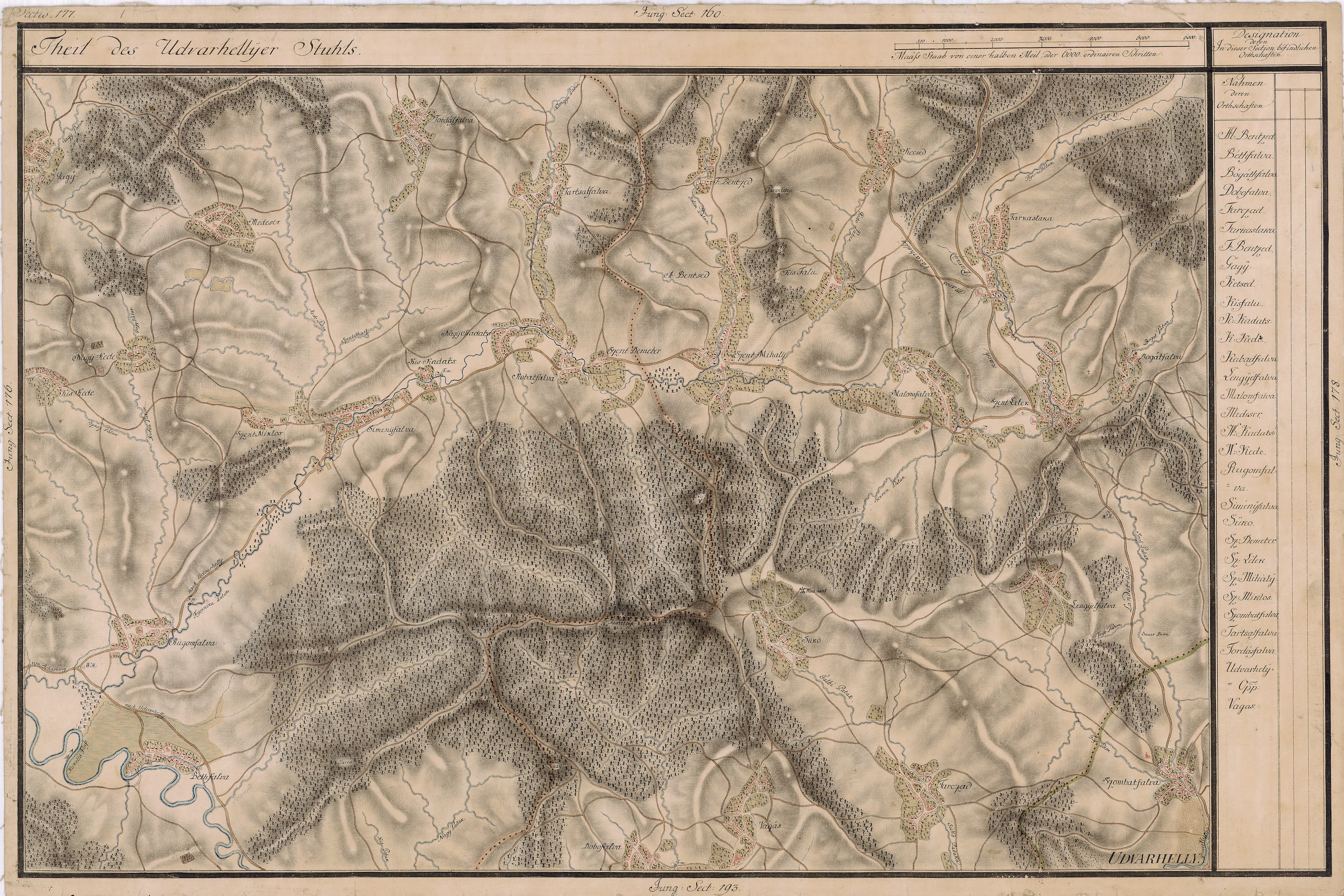
Polonița în Harta Iosefină a Transilvaniei, 1769-73

## Imagini

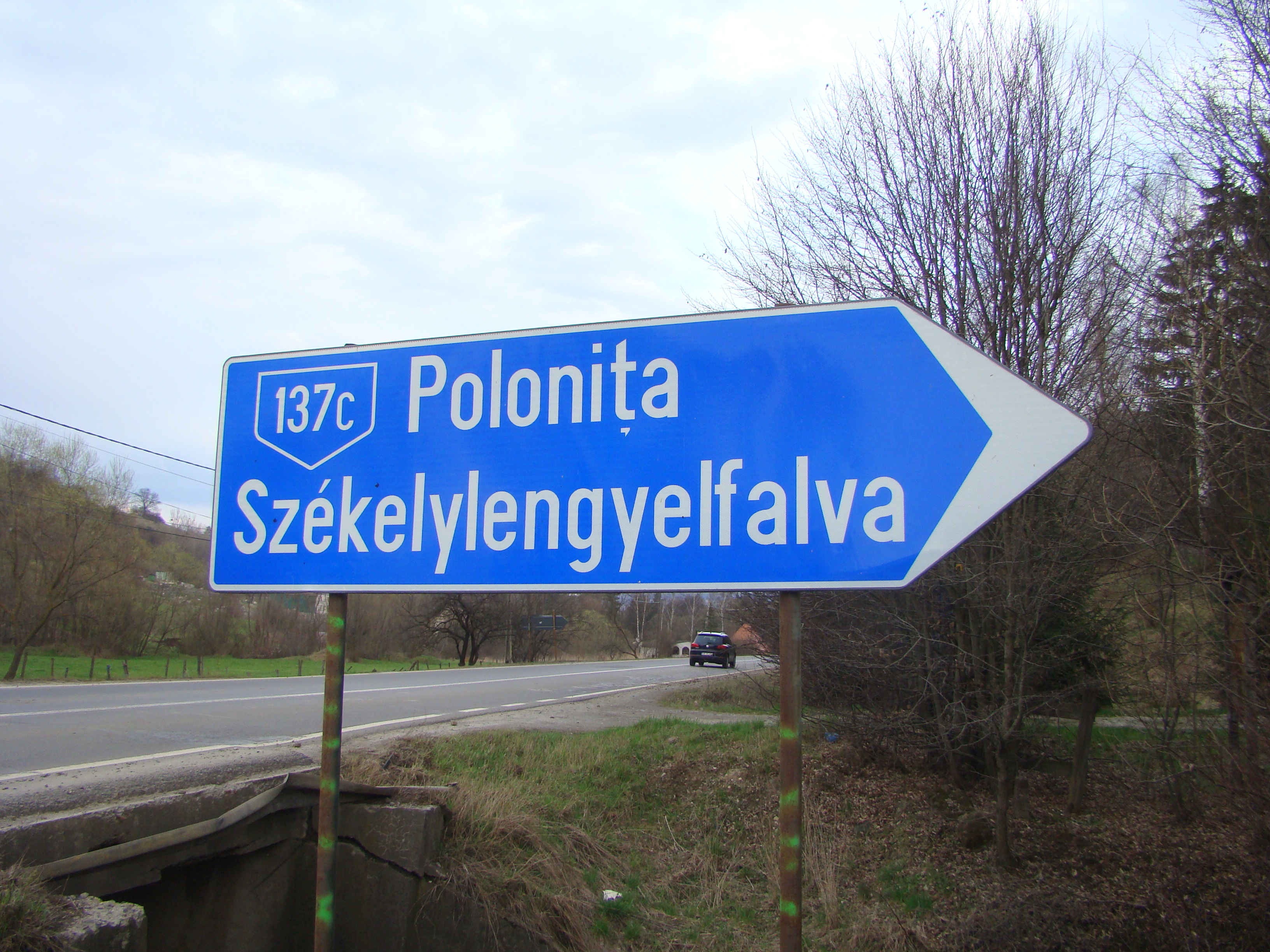
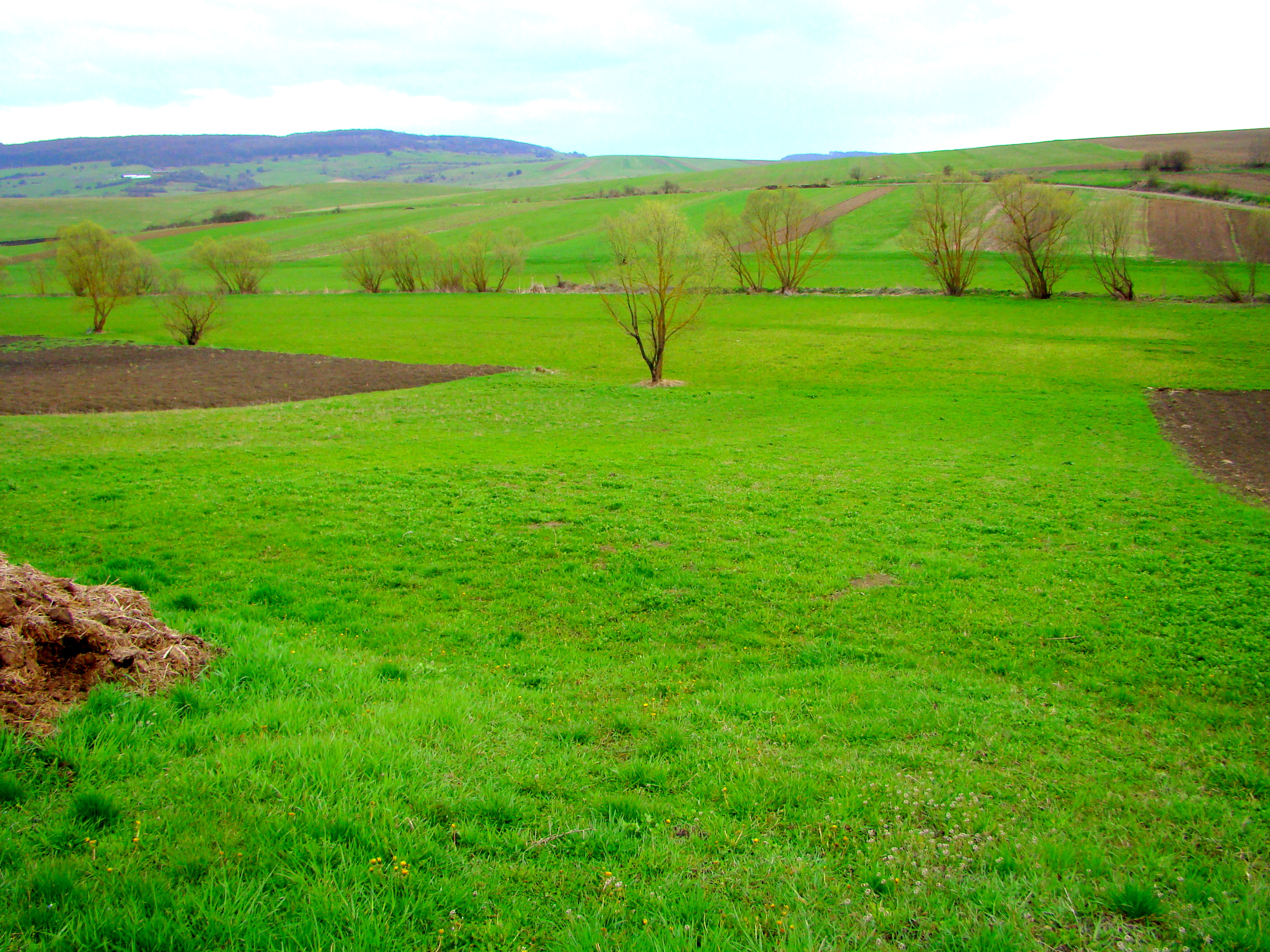
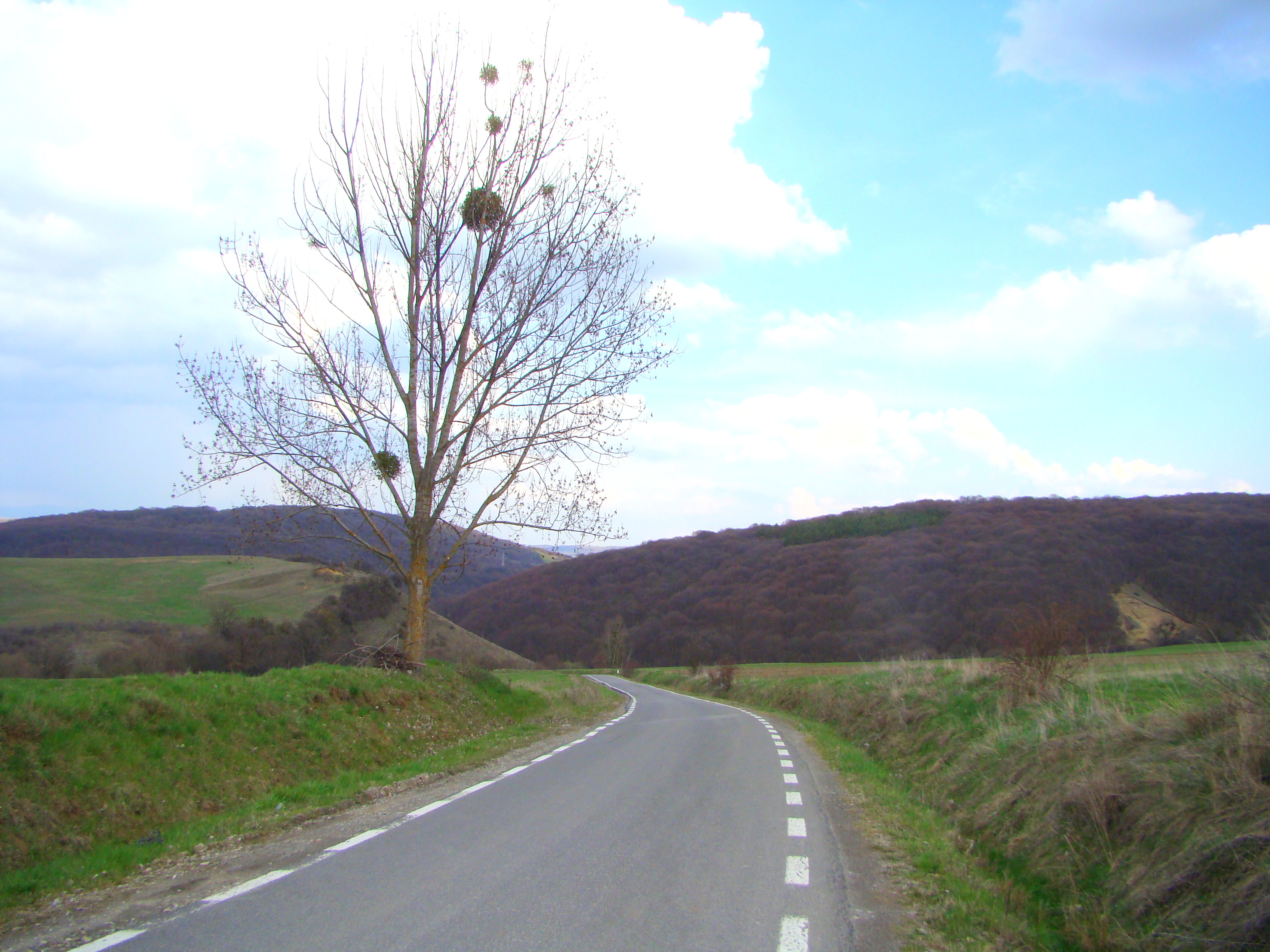
Drumul spre satul Polonița
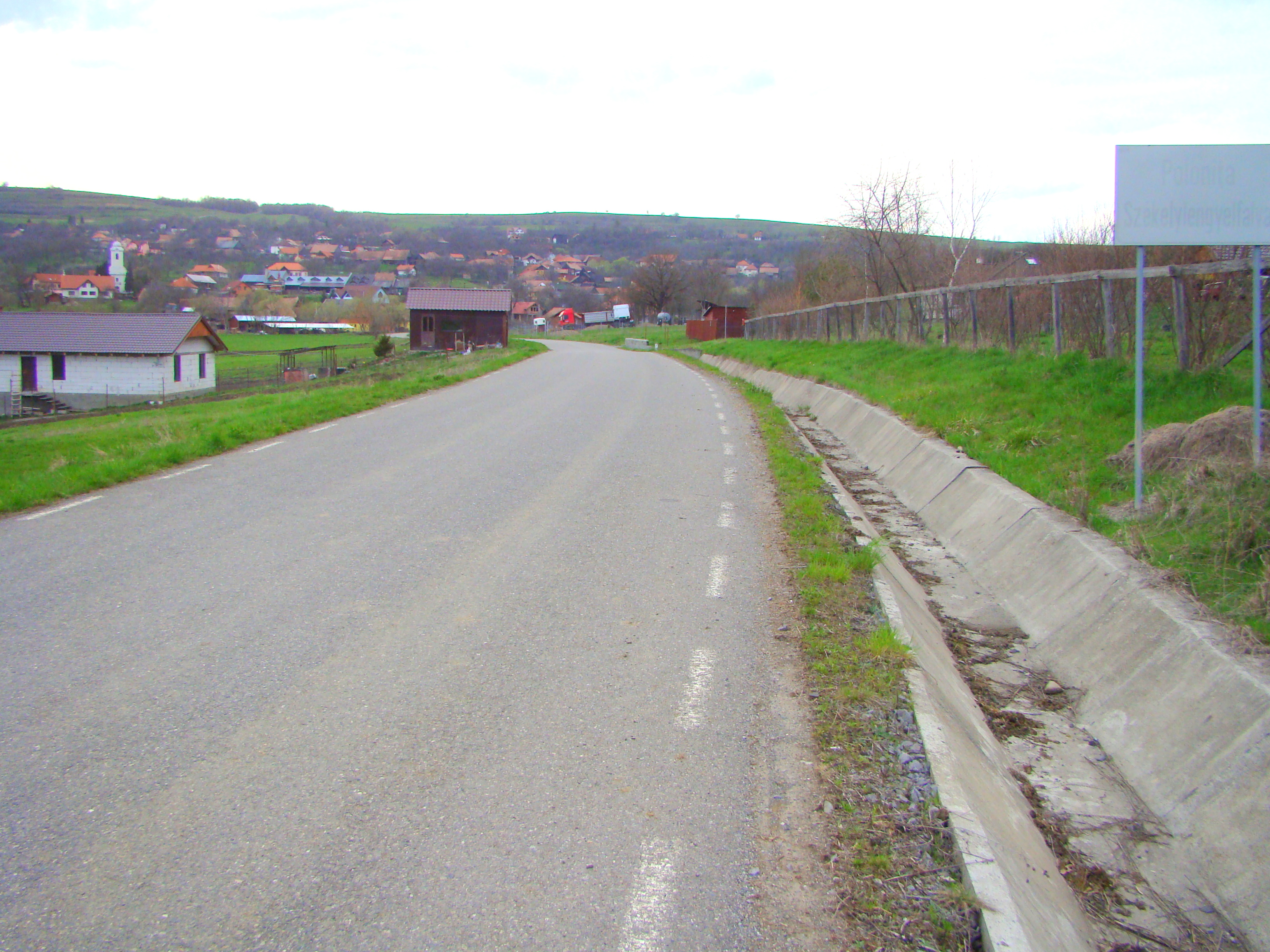
Intrarea în localitate
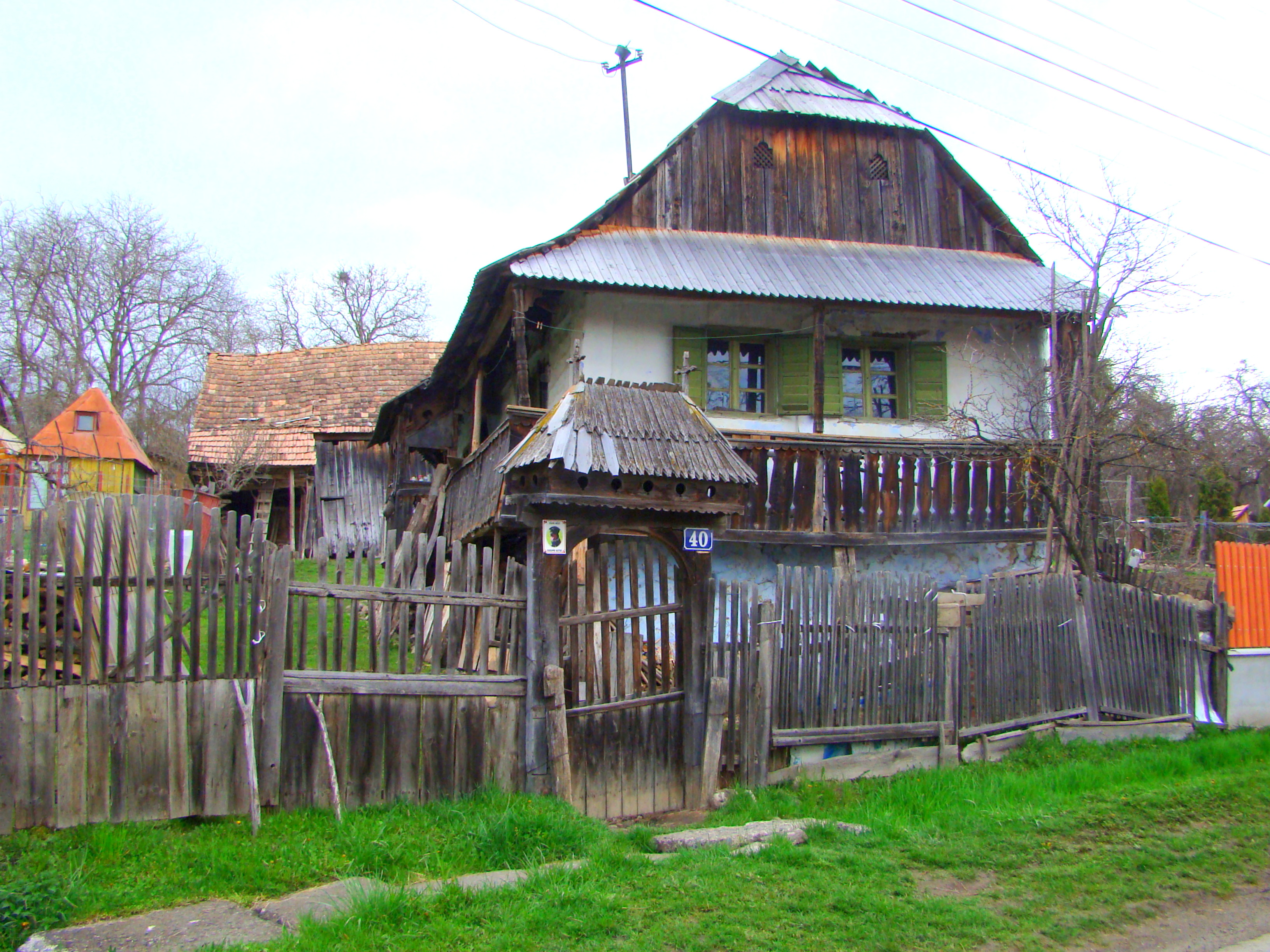
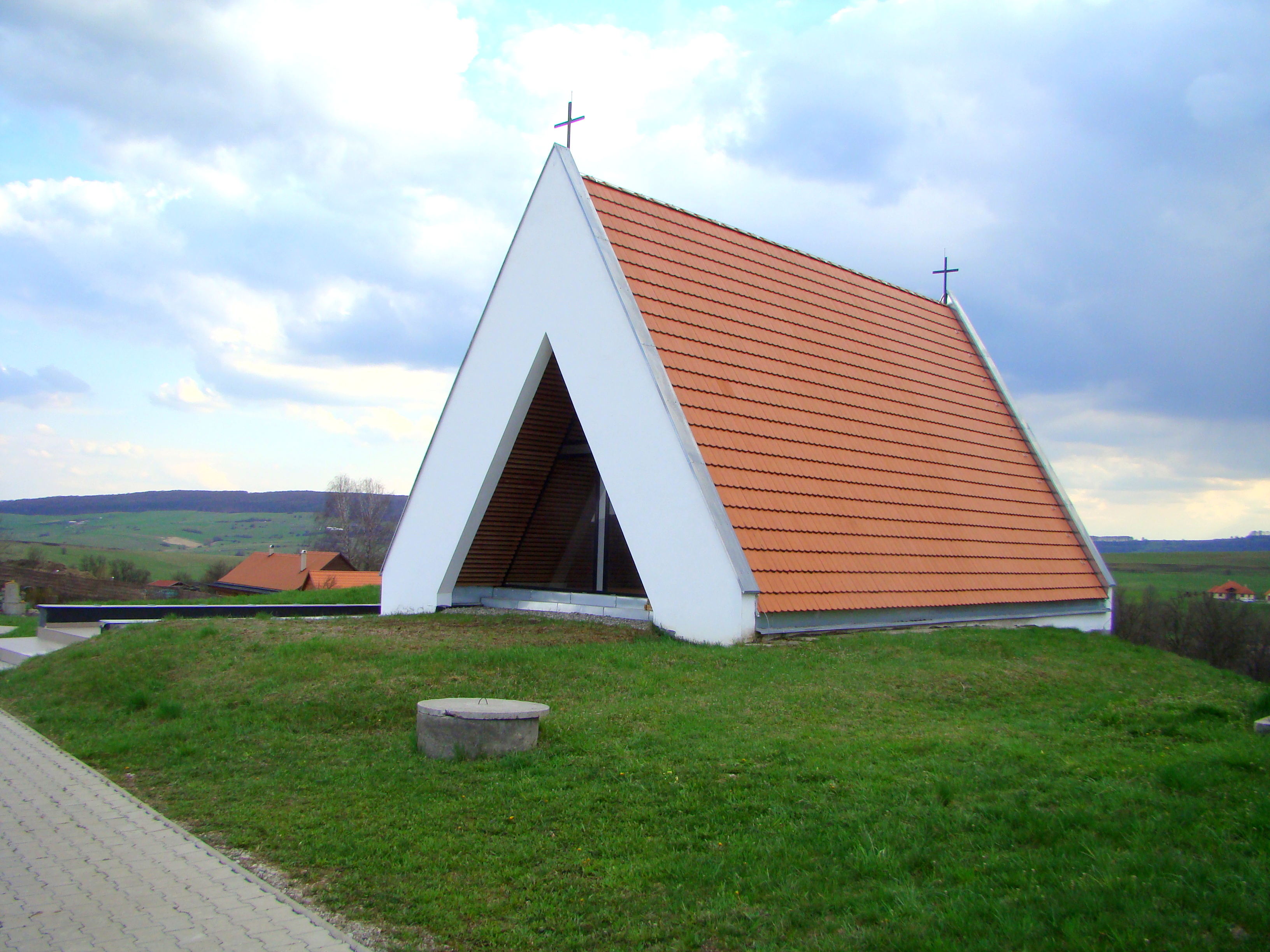
Capela catolică din cimitir
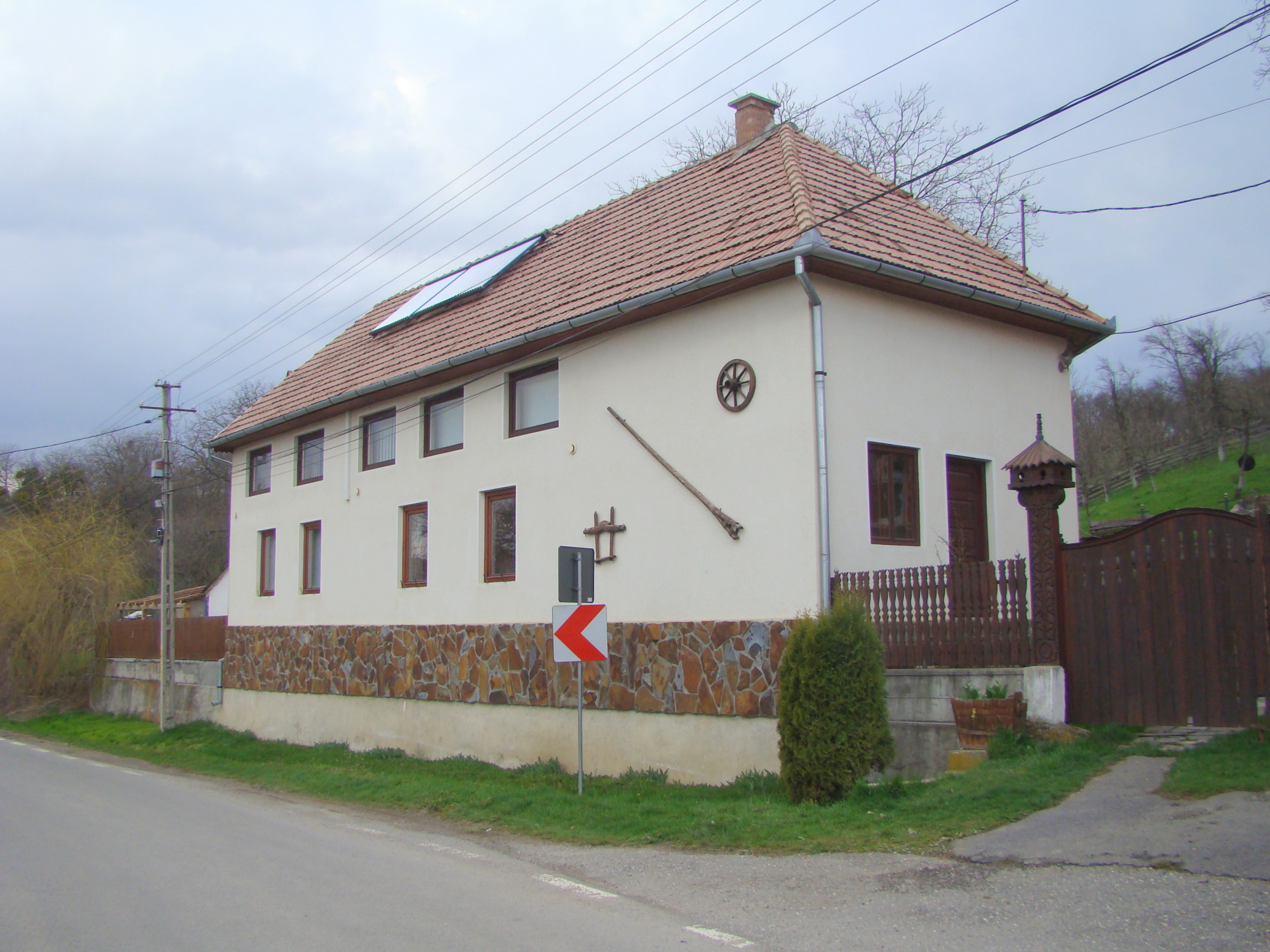
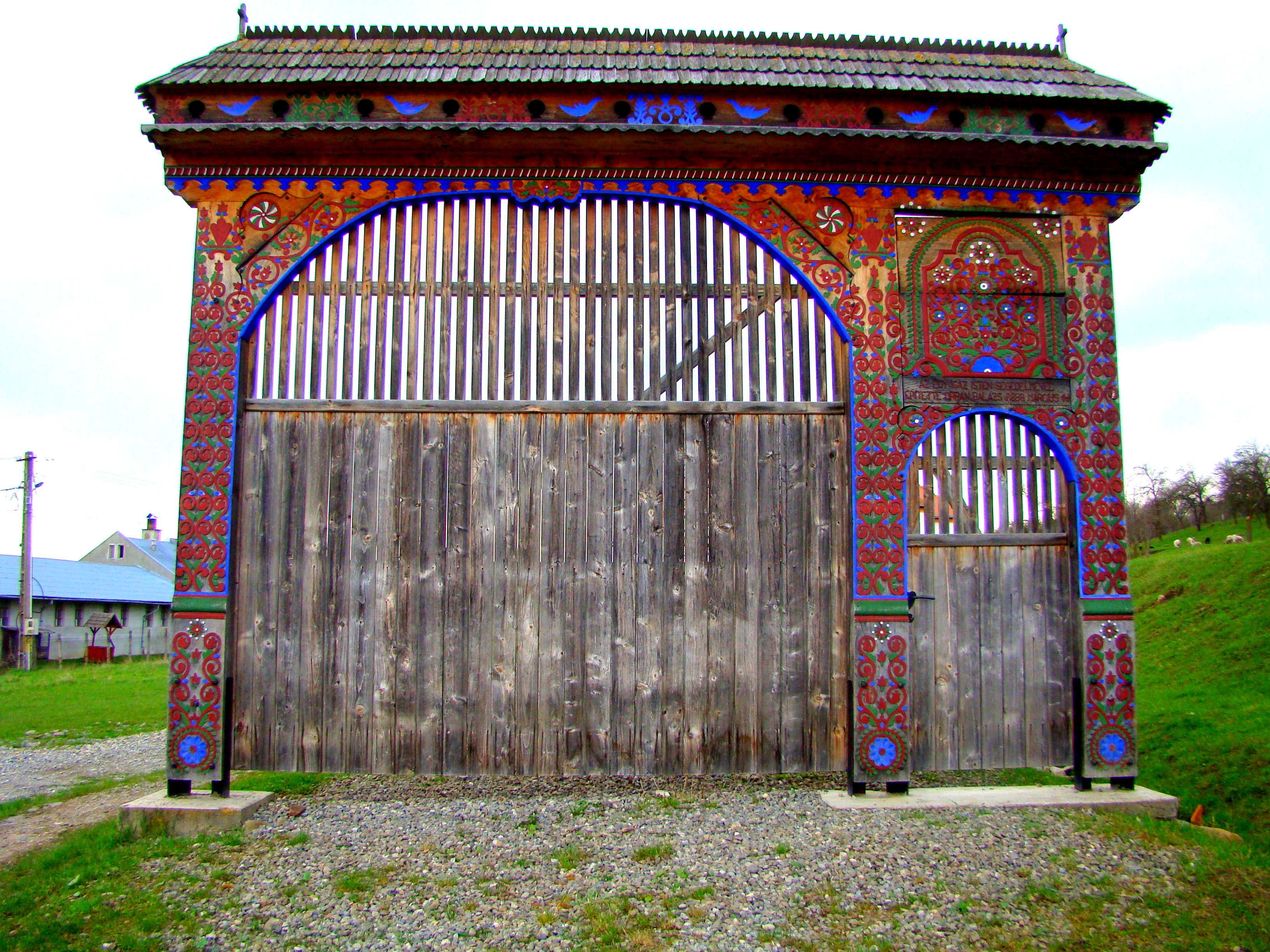
Poartă secuiască de lemn
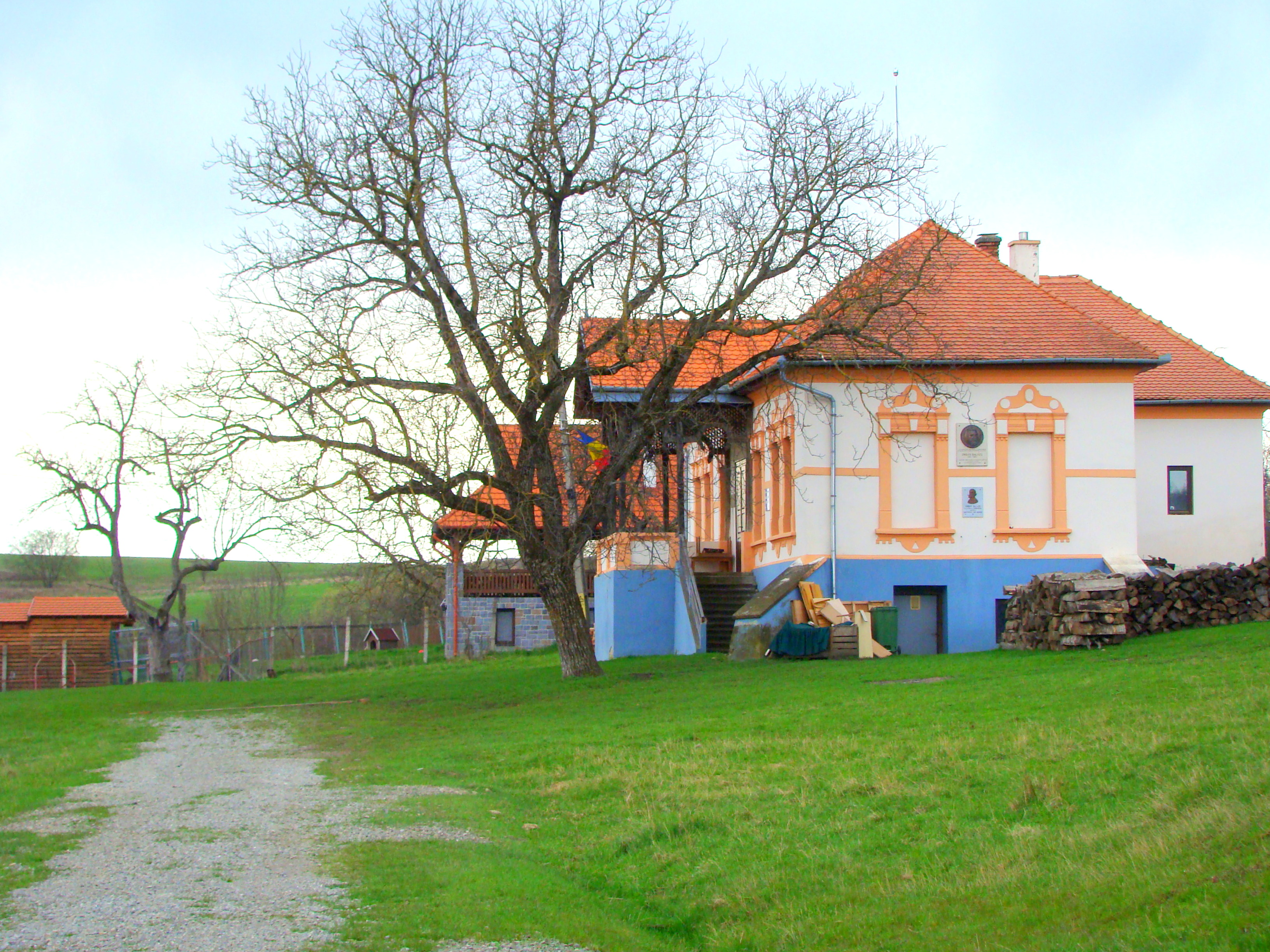
Școala
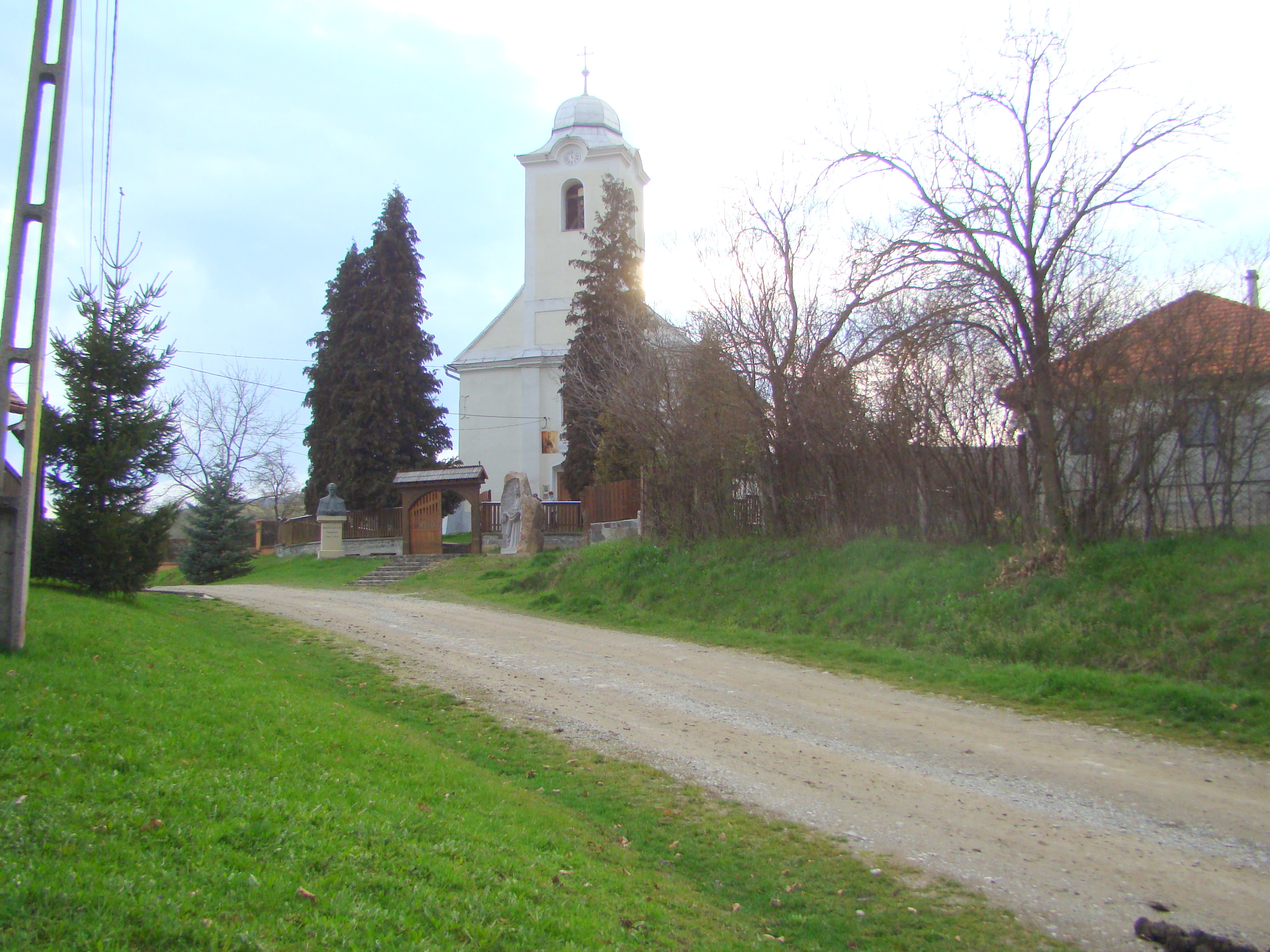
Biserica romano-catolică
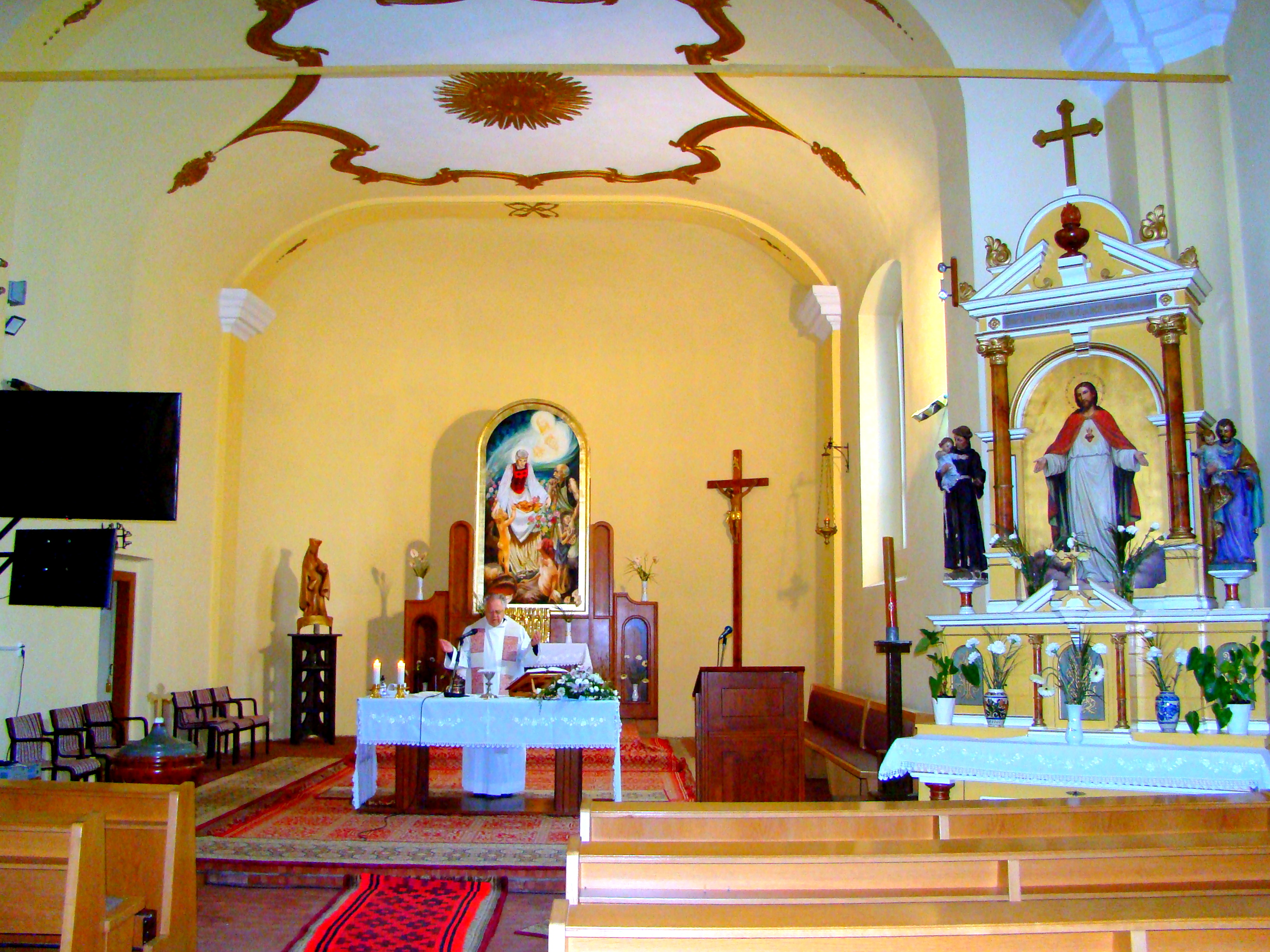
Biserica romano-catolică (interiorul)
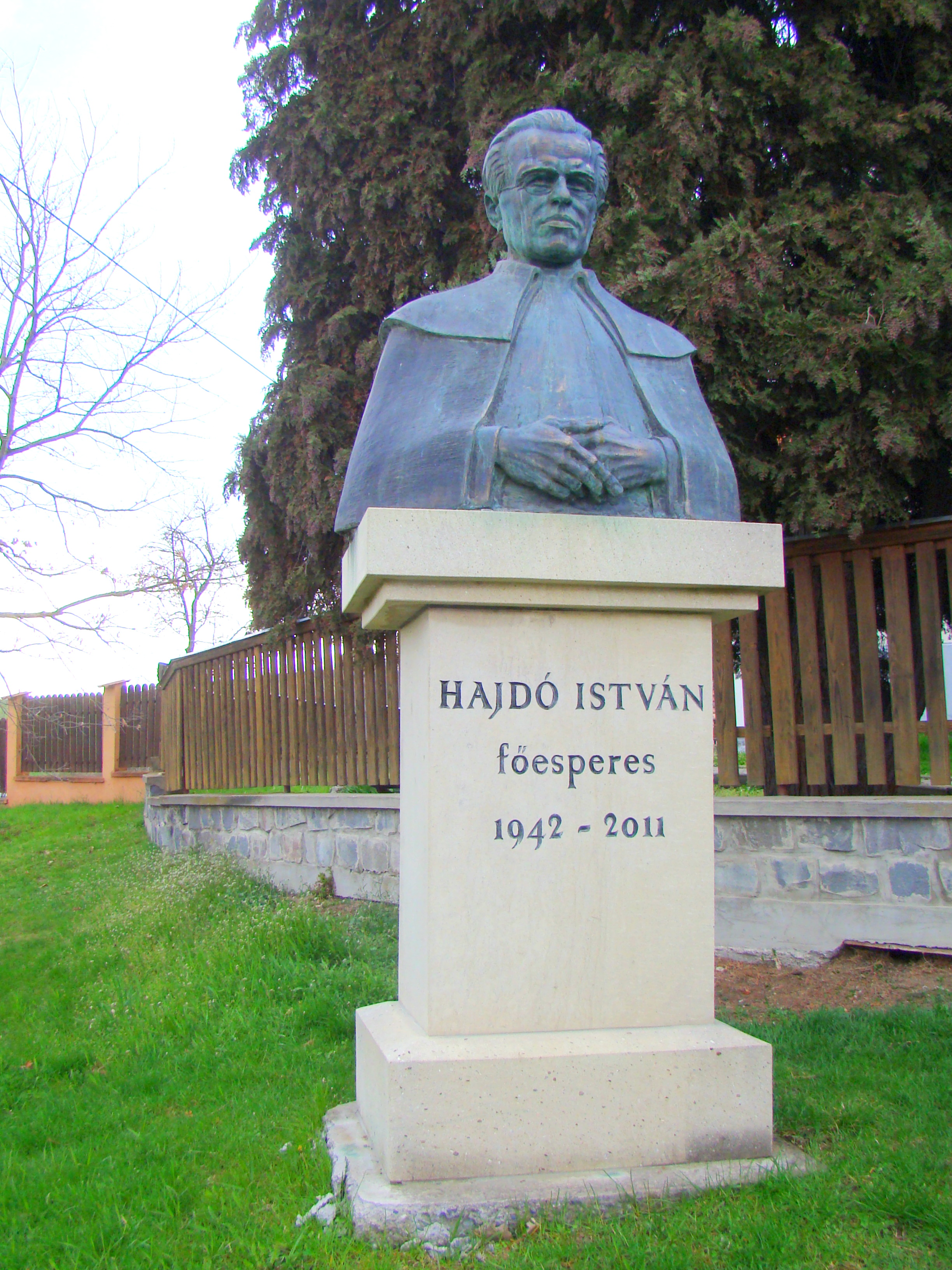
Bustul preotului Hajdó István
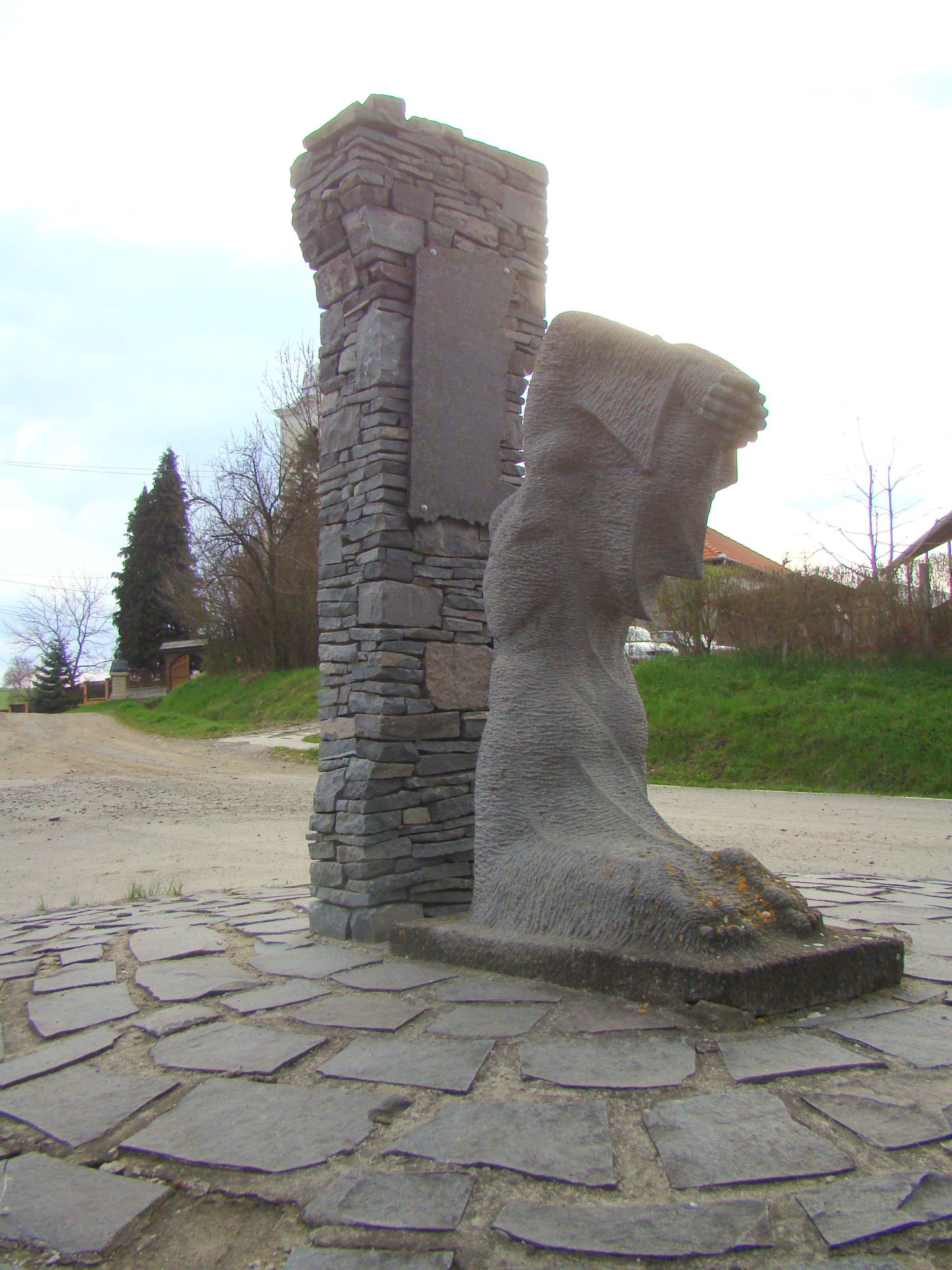
Monumentul eroilor
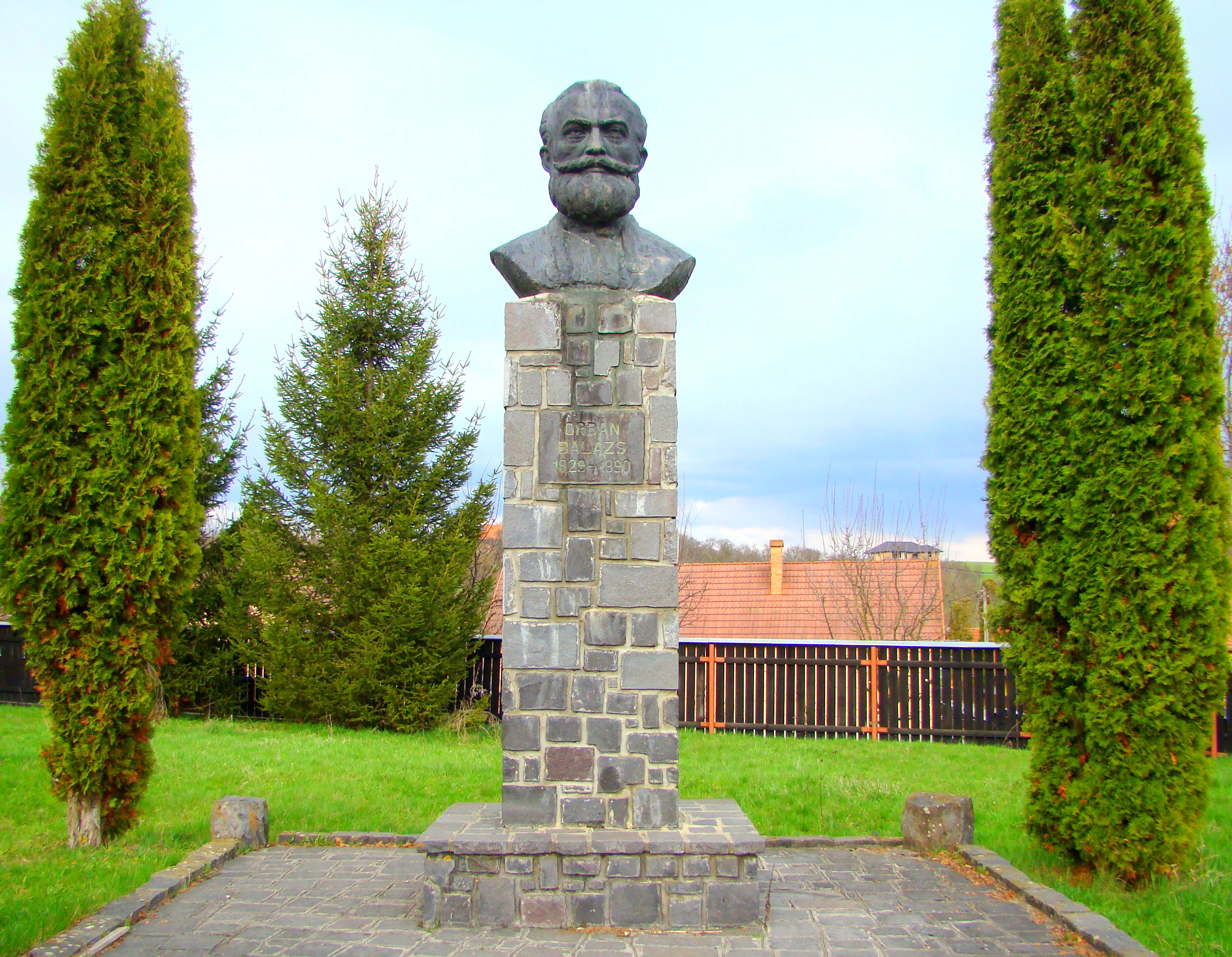
Bustul lui Balázs Orbán